# Sopa de cebada
La sopa de cebada es un tipo de sopa espesa de varias culturas europeas, consistente principalmente en cebada.

## Por región

### Alemania
En Alemania es una sopa popular en diversos lugares del país; en Westfalia se elabora la sopa con el mucílago de la cebada, e incluye jamón, zanahorias, apio y patatas, ligados con crema (Westfälische Gerstensuppe).

### Austria
De Austria, especialmente del Tirol, es típica la Ulmer Gerstlsuppe. elaborada con cebada, cebolla, tocino, geselchtes (carne ahumada), zanahoria, apio, puerro, patata y caldo. La cebada se debe dejar toda una noche en agua para ablandarse.

### Italia
En Italia es popular sobre todo en zonas de influencia germánica, como la región de Trentino-Alto Adigio. En los valles surtiroleses era un tradicional plato campesino que se preparaba en época otoñal, concretamente en la celebración de acción de gracias llamada Törggelen. Suele incluir verduras (cebolla, zanahoria, apio y patatas), algo de carne (pancetta, affumicata o speck), y aderezos opcionales (cebollino, tomillo...).

### Polonia
En Polonia es conocido como krupnik y se elabora principalmente con caldo vegetal o de carne, patatas y granos de cebada (kasza jęczmienna; antiguamente llamado krupy, de ahí el nombre). Otros ingredientes adicionales comunes incluyen cebolla, carne, champiñones secos y włoszczyzna, un típico mirepuá polaco de zanahorias, perejil, puerro y apio.

### Suiza
En el cantón de los Grisones de Suiza se elabora Bündner Gerstensuppe e incluye la tradicional carne seca grisona llamada bündnerfleisch. Alternativamente se le agrega jamón, tocino o salchicha, así como apio, patatas y otros tubérculos.